# Free Kamal
Free Kamal es un álbum de estudio colaborativo de Radioinactive y Antimc. Fue lanzado por el sello Mush Records el 29 de junio de 2004. Debutó en el número 35 en la lista Hip Hop de CMJ.

## Lista de canciones
| N.º | Título                       | Duración |  |
| 1.  | «With Light Within»          | 3:52     |  |
| 2.  | «Chop Chop»                  | 3:03     |  |
| 3.  | «Movin' Truck»               | 4:25     |  |
| 4.  | «First World Justice System» | 4:35     |  |
| 5.  | «The Weight of Secrets»      | 3:46     |  |
| 6.  | «Citrus»                     | 3:06     |  |
| 7.  | «Stop Me Equals Death»       | 2:29     |  |
| 8.  | «The Physics of My Success»  | 4:05     |  |
| 9.  | «Running with Scissors»      | 4:20     |  |
| 10. | «Dinosaur Eggs»              | 4:03     |  |
| 11. | «Folding Dirty Laundry»      | 4:01     |  |
| 12. | «Magnets»                    | 6:41     |  |